# Isodictyidae
Isodictyidae é uma família de esponjas marinhas da ordem Poecilosclerida.

## Gêneros
- Coelocarteria Burton, 1934
- Isodictya Bowerbank, 1864